# Arpad, der Zigeuner
Arpad, der Zigeuner (Originaltitel:  Arpad, le tzigane) ist eine deutsch-ungarisch-französische Fernsehserie. Sie wurde von 1973 bis 1974 in 26 Folgen im Vorabendprogramm des ZDF gesendet.
Die Titelrolle spielte der französische Schauspieler Robert Etcheverry, die britische Schauspielerin Edwige Pierre spielte seine große Liebe Rilana.

## Handlung
Die Handlung beginnt in Ungarn im Jahr 1699 während der Kuruzenaufstände gegen die Österreicher. Der größere Teil der Handlung spielt in der Zeit des Aufstands von Franz II. Rákóczi (1703 bis 1711).
Die Österreicher haben Ungarn von der Herrschaft der Osmanen befreit, entpuppen sich aber nun ihrerseits als Unterdrücker. Ungarns Bevölkerung rebelliert. Die Führung übernimmt zunächst ein Schmied, ab Folge 9 der Staffel 1 dann der Fürst Ferenc II. Bekeczy. Gegenspieler der Aufständischen ist ein stets nur „General“ genannter österreichischer Feldherr, der vor keiner noch so gemeinen Hinterlist zurückschreckt.

Die „Zigeuner“ und mit ihnen Arpad geraten zwischen die Fronten und werden von beiden Kriegsparteien mit Geringschätzung behandelt. Eine Ausnahme bildet der besonnene Fürst Bekeczy, der mit Arpad Freundschaft schließt. Er überzeugt Arpad, auf der Seite der Ungarn gegen Österreich zu kämpfen – was dieser fortan mit List und Humor unternimmt, ohne dabei Blut zu vergießen. Arpad zur Seite steht Rilana, seine große Liebe. Trotz seines Einsatzes verachten ihn viele Angehörige der ungarischen Mehrheitsgesellschaft weiterhin als „Zigeuner“. Auch seine Mitstreiter sehen Arpads Einsatz kritisch, weil er ungewollt immer wieder Racheakte der Österreicher an den „Zigeunern“ provoziert.
Alle Mühen und Kämpfe bleiben letztlich vergeblich, als die Hauptfiguren in einen Hinterhalt des österreichischen Generals geraten: Fürst Bekeczy endet in Gefangenschaft, Arpad und Rilana werden tödlich verwundet.

## Historische Bezüge
- Die Figur des fiktiven Fürsten Ferenc II. Bekeczy ist lose angelehnt an die historische Gestalt des Fürsten Rákóczi, mit der sie sogar den Vornamen Ferenc („Franz“) teilt.
- Die Filmfigur des intriganten belgischen Hauptmanns Landemal erinnert an den historisch verbürgten Offizier François de Longueval (1647–1719) aus Belgien, der im Jahr 1701 die Aufstandspläne des Fürsten Rákóczi an den habsburgischen Kaiser verriet.
- Die dargestellten Uniformen der Österreicher sind zeittypisch mit Ausnahme der Montur des Generals; diese zitiert irrigerweise den Uniformstil des späten 18. Jahrhunderts.

## Episodenliste
Staffel 1 
| Nr. (gesamt) | Nr. (Staffel) | Episodentitel           | Erstausstrahlung |
| ------------ | ------------- | ----------------------- | ---------------- |
| 1            | 1             | Das Lager               | 27. März 1973    |
| 2            | 2             | Fürst und Zigeuner      | 3. April 1973    |
| 3            | 3             | Jagd auf Arpad          | 10. April 1973   |
| 4            | 4             | Das Urteil              | 17. April 1973   |
| 5            | 5             | Zigeunerhochzeit        | 24. April 1973   |
| 6            | 6             | Flucht durch die Puszta | 8. Mai 1973      |
| 7            | 7             | Der Frauentausch        | 15. Mai 1973     |
| 8            | 8             | Ein Maskenball          | 22. Mai 1973     |
| 9            | 9             | Die Geiseln             | 29. Mai 1973     |
| 10           | 10            | Das Gesetz der Zigeuner | 5. Juni 1973     |
| 11           | 11            | Der Verrat              | 12. Juni 1973    |
| 12           | 12            | Gefangen                | 19. Juni 1973    |
| 13           | 13            | Die Hinrichtung         | 26. Juni 1973    |

 Staffel 2 
| Nr. (gesamt) | Nr. (Staffel) | Episodentitel           | Erstausstrahlung   |
| ------------ | ------------- | ----------------------- | ------------------ |
| 14           | 1             | Zwischen den Fronten    | 16. Juli 1974      |
| 15           | 2             | Das geheimnisvolle Tier | 23. Juli 1974      |
| 16           | 3             | David und Goliath       | 30. Juli 1974      |
| 17           | 4             | Die Henkersmahlzeit     | 6. August 1974     |
| 18           | 5             | Varkonys Vermächtnis    | 13. August 1974    |
| 19           | 6             | Die besetzte Garnison   | 20. August 1974    |
| 20           | 7             | Gehetzt und verfolgt    | 27. August 1974    |
| 21           | 8             | Die verschobene Grenze  | 3. September 1974  |
| 22           | 9             | Der Ausbruch            | 10. September 1974 |
| 23           | 10            | Die Hochzeitsreise      | 17. September 1974 |
| 24           | 11            | Auge um Auge            | 24. September 1974 |
| 25           | 12            | Die Aussätzigen         | 1. Oktober 1974    |
| 26           | 13            | Die Falle               | 8. Oktober 1974    |

## DVD-Veröffentlichung
2005 erschienen die ersten sechs Folgen dieser Reihe auf DVD; 2009 wurden alle 26 Folgen als DVD-Box veröffentlicht.